# All-Terrain-Kran

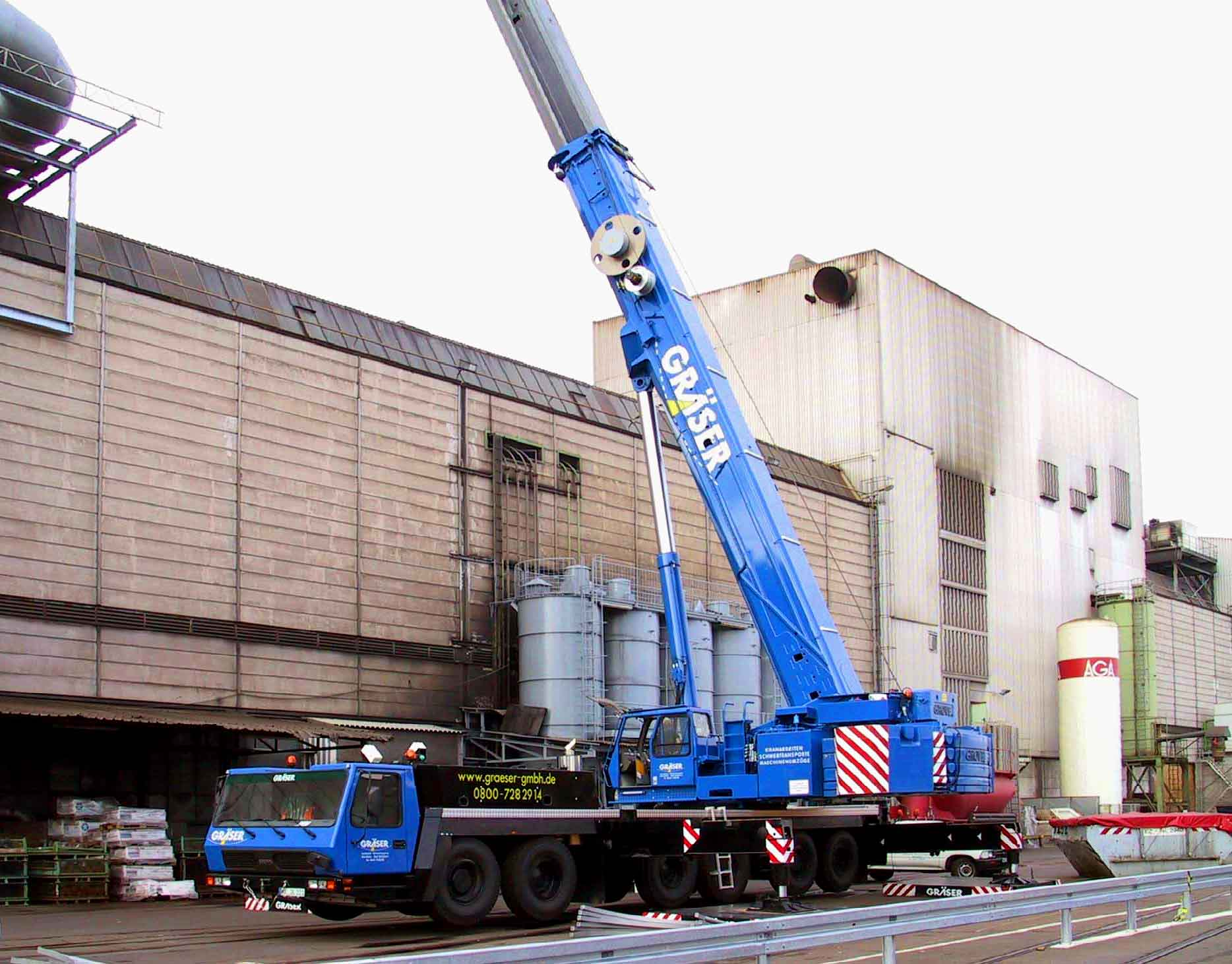
All-Terrain Kran im Einsatz

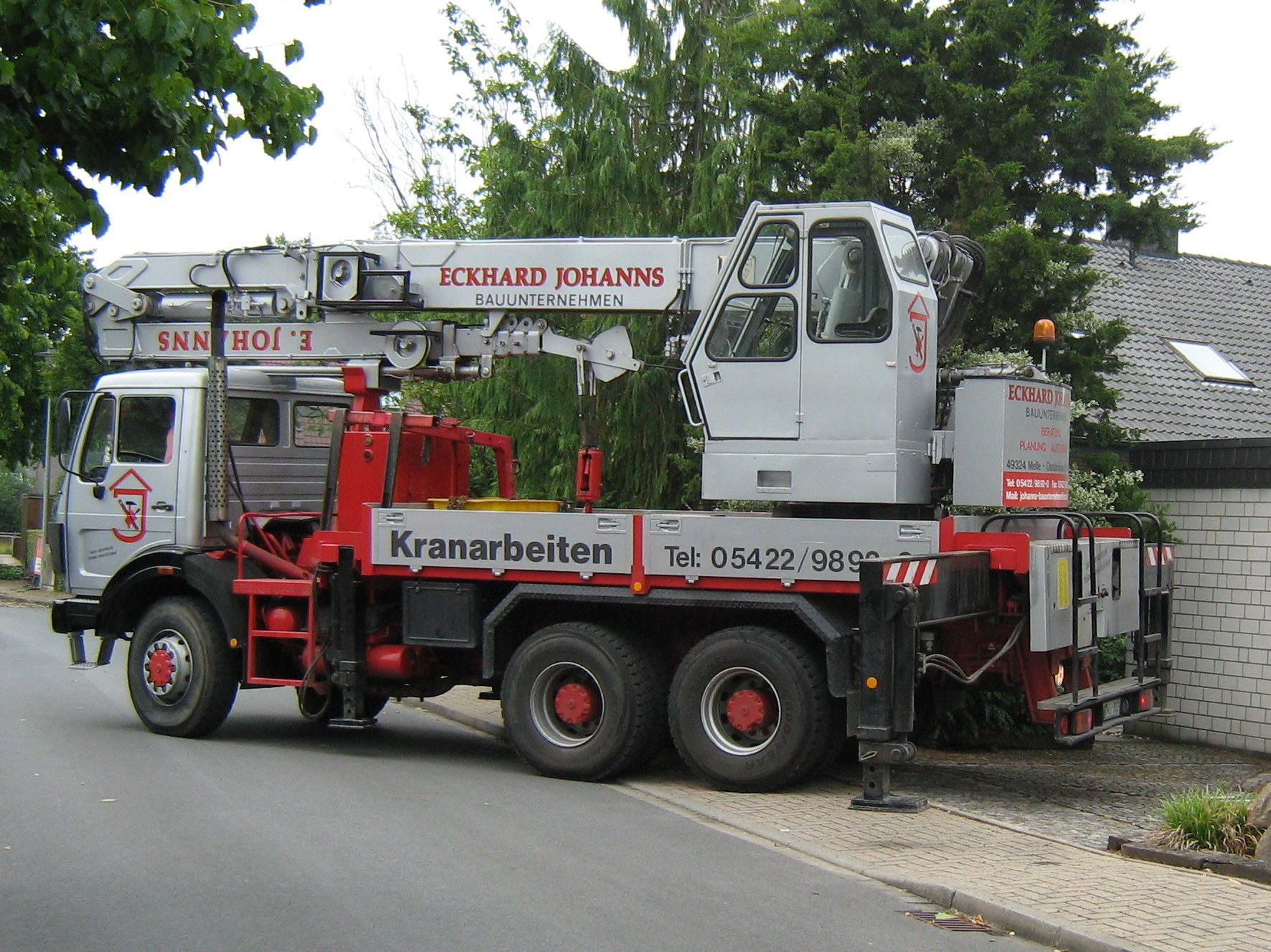
Normaler Lkw-Kran

Der All-Terrain-Kran, kurz AT-Kran, ist eine besondere Form des Fahrzeugkrans. Die AT-Kräne haben aufgrund ihrer Einsatzweise immer ein Fahrwerk mit Rädern.

## Entwicklung
Die konventionellen Autokräne (Truck Crane) waren in der Regel nicht geländegängig genug, um viele Einsatzorte zu erreichen, und die geländegängigen Langsamläufer (die sogenannten Rough-Terrain-Cranes), hatten nicht die notwendige Mobilität, die Einsatzorte schnell zu erreichen oder zu wechseln. Der Einsatz dieser Kräne war daher stark eingeschränkt oder mit sehr hohen Kosten verbunden.
All-Terrain-Kräne wurden entwickelt, um die Vorteile der beiden Krantypen in einem Fahrzeug zu vereinigen. Aufgrund der gelungenen Kombination beider Fähigkeiten stellen AT-Kräne heute die Mehrzahl der großen Fahrzeugkräne dar.

## Aufbau

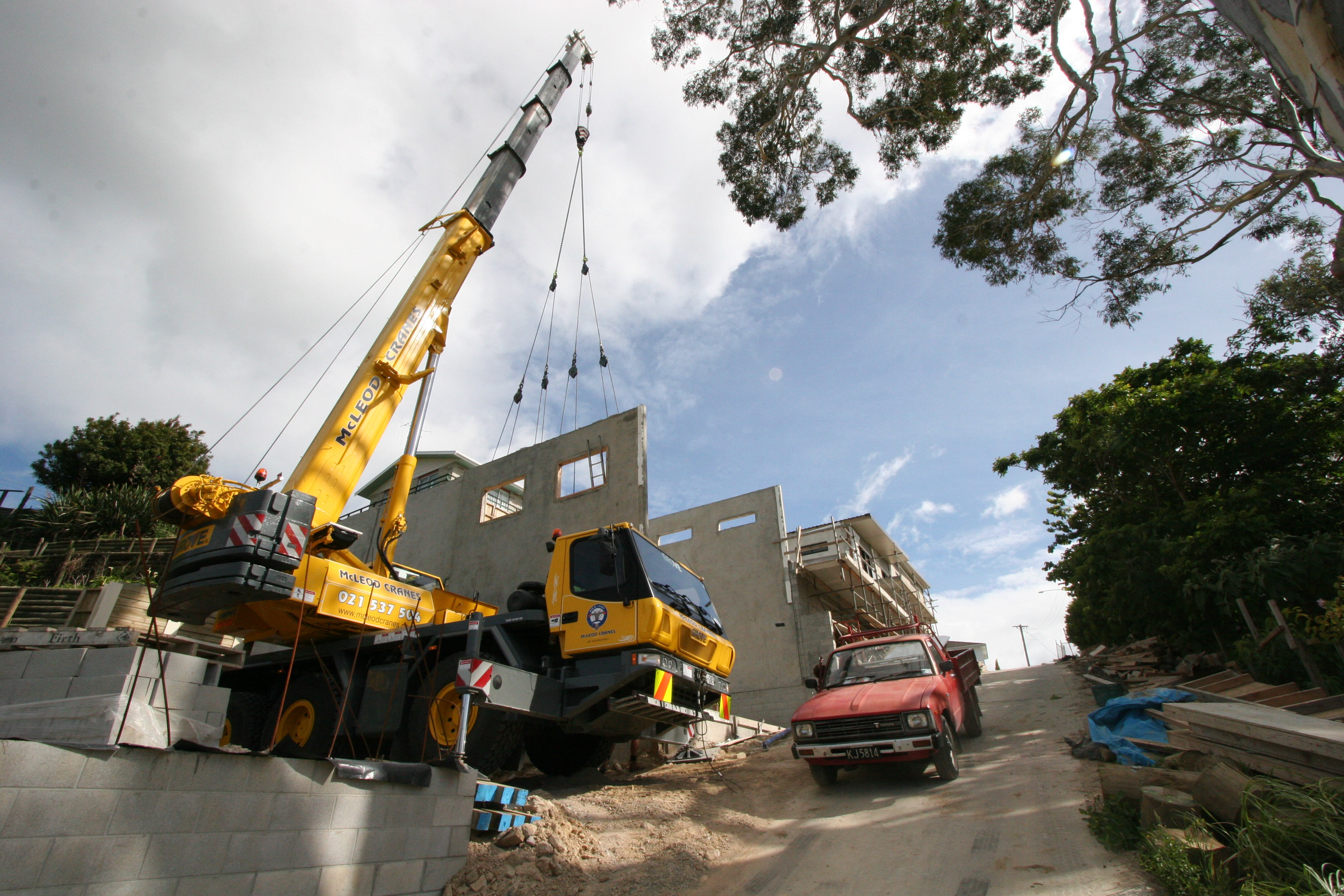
Einsatz eines AT-Krans beim Zusammensetzen eines Fertigteilhauses

Der Kranaufbau gleicht weitestgehend den normalen Autokränen, nur wurde das Fahrwerk der Fahrzeuge meist zusätzlich verstärkt, um den schweren Kran sicher durch das Gelände bewegen zu können. Die Achsen der AT-Kräne sind meist unabhängig voneinander lenkbar und blockierbar, so dass enge Wendekreise oder ein fast seitliches Versetzen des Kranes möglich sind. Die Fahrwerke haben meist hydraulische Federungen mit Niveauregulierung, um auch in rauem Gelände eine sichere Fortbewegung zu ermöglichen. Die Antriebsleistungen wurde im Verhältnis zu den Autokränen stark erhöht und erreichen heute bis zu 500 Kilowatt.
Der Ausleger ist entweder als Teleskopmast, Gittermast oder als eine Kombination beider Systeme aufgebaut. Mit den leistungsstärksten Systemen wie dem Liebherr LTM 11200 werden heute Arbeitshöhen bis fast 200 Meter und Tragfähigkeiten bis 1200 Tonnen erreicht.